# Ягодова, Сара
Сара Яго́дова (чеш. Sára Jahodová; род. 15 октября 1984) — чешская, затем английская кёрлингистка и тренер по кёрлингу.

## Достижения
- Чемпионат Англии по кёрлингу среди женщин: золото (2017, 2018).[3]
- Чемпионат Англии по кёрлингу среди смешанных команд: золото (2015).[4]
- Чемпионат Чехии по кёрлингу среди смешанных команд: золото (2010).
- Чемпионат Чехии по кёрлингу среди смешанных пар: золото (2011).

## Команды
| Сезон                                               | Четвёртый          | Третий          | Второй          | Первый                                  | Запасной                                                      | Турниры                              |
| --------------------------------------------------- | ------------------ | --------------- | --------------- | --------------------------------------- | ------------------------------------------------------------- | ------------------------------------ |
| Чехия                                               |                    |                 |                 |                                         |                                                               |                                      |
| 2007—08                                             | Катержина Урбанова | Ленка Черновска | Яна Шафарикова  | Dana Chabicovska (ЧЕ) Сара Ягодова (ЧМ) | Сара Ягодова (ЧЕ) Яна Шиммерова (ЧМ) тренер: Vlastimil Vojtus | ЧЕ 2007 (8 место) ЧМ 2008 (12 место) |
| 2010—11                                             | Линда Климова      | Ленка Черновска | Камила Мошова   | Сара Ягодова                            |                                                               |                                      |
| 2011—12                                             | Линда Климова      | Камила Мошова   | Ленка Черновска | Катержина Урбанова                      | Сара Ягодова тренер: Vladimir Cernovsky                       | ЧМ 2012 (12 место)                   |
| Кёрлинг среди смешанных команд (mixed curling)      |                    |                 |                 |                                         |                                                               |                                      |
| 2009—10                                             | Радек Богач        | Сара Ягодова    | Petr Horák      | Klára Boušková                          | Ленка Черновска                                               | ЧЧСК 2010                            |
| 2010—11                                             | Радек Богач        | Сара Ягодова    | Petr Horak      | Klara Bouskova                          | Ленка Черновска Марек Черновский                              | ЧЕСК 2010 (11 место)                 |
| 2011—12                                             | Радек Богач        | Камила Мошова   | Martin Mulač    | Сара Ягодова                            | Яна Шафарикова                                                | ЧЧСК 2012 (4 место)                  |
| 2012—13                                             | Радек Богач        | Камила Мошова   | Martin Mulač    | Сара Ягодова                            | Яна Шафарикова                                                | ЧЧСК 2013 (6 место)                  |
| Кёрлинг среди смешанных пар (mixed doubles curling) |                    |                 |                 |                                         |                                                               |                                      |
| 2011—12                                             | Сара Ягодова       | Радек Богач     |                 |                                         |                                                               | ЧЧСП 2011                            |
| Англия                                              |                    |                 |                 |                                         |                                                               |                                      |
| 2016—17                                             | Lisa Farnell       | Сара Ягодова    | Victoria Kyle   | Niamh Fenton                            | тренер: Jamie Farnell                                         |                                      |
| 2017—18                                             | Lisa Farnell       | Сара Ягодова    | Victoria Kyle   | Niamh Fenton                            | тренер: Jamie Farnell                                         | ЧЕ 2017 (15 место)                   |
| 2018—19                                             | Lisa Farnell       | Сара Ягодова    | Victoria Kyle   | Niamh Fenton                            | тренер: Jamie Farnell                                         | ЧЕ 2018 (16 место)                   |
| Кёрлинг среди смешанных команд (mixed curling)      |                    |                 |                 |                                         |                                                               |                                      |
| 2015—16                                             | Arthur Bates       | Лана Уотсон     | Harry Mallows   | Сара Ягодова                            | тренер: Радек Богач                                           | ЧМСК 2015 (30 место)                 |

(скипы выделены полужирным шрифтом)

## Результаты как тренера национальных сборных
| Год  | Турнир                                           | Сборная              | Место |
| ---- | ------------------------------------------------ | -------------------- | ----- |
| 2014 | Первенство Европы по кёрлингу среди юниоров 2014 | Англия (юниоры муж.) | 6     |
| 2014 | Первенство Европы по кёрлингу среди юниоров 2014 | Англия (юниоры жен.) | 3     |
| 2015 | Первенство Европы по кёрлингу среди юниоров 2015 | Англия (юниоры муж.) | 10    |
| 2015 | Первенство Европы по кёрлингу среди юниоров 2015 | Англия (юниоры жен.) | 1     |